# سكوت وايزمان
سكوت وايزمان (بالإنجليزية: Scott Wiseman)‏ (9 أكتوبر 1985 بكينغستون أبون هال في المملكة المتحدة - ) هو لاعب كرة قدم بريطاني في مركز الدفاع. شارك مع منتخب إنجلترا تحت 20 سنة لكرة القدم ومنتخب جبل طارق لكرة القدم. أما مع النوادي، فقد لعب مع بريستون نورث إيند وسكونثورب يونايتد ونادي بارنسلي ونادي روذرهام يونايتد وهال سيتي ونادي روتشديل ونادي بوسطن يونايتد ودارلينجتون إف سى.

## وصلات خارجية
- سكوت فيسمان على موقع الاتحاد الدولي (مؤرشف)  (الإنجليزية)
- سكوت فيسمان على موقع الاتحاد الأوربي (الإنجليزية)
- سكوت فيسمان على موقع قاعدة بيانات كرة القدم.إي يو (الإنجليزية)
- سكوت فيسمان على موقع ناشيونال فوتبول تيمز (الإنجليزية)
- سكوت فيسمان على موقع Soccerbase.com (لاعب) (الإنجليزية)
- سكوت فيسمان على موقع عالم كرة القدم.نت (الإنجليزية)